# II arrondissement di Lione
Il II arrondissement di Lione (in francese 2e arrondissement de Lyon) è uno dei nove arrondissement in cui è suddivisa la città francese di Lione.
Si trova nella parte meridionale della penisola formata dai fiumi Saona e Rodano. L'arrondissement è il centro geografico nonché il cuore pulsante di Lione, grazie alla sua posizione, al suo dinamismo commerciale e al numero di monumenti.
È diviso in otto quartieri ufficiali: Les Cordeliers, Bellecour, Célestins, Sainte-Blandine, La Confluence, Ainay, Perrache, Carré d'or.

## Storia
Fu istituito per decreto presidenziale il 24 marzo 1852.

## Monumenti e luoghi d'interesse
- Basilica di Saint-Martin d'Ainay
- Palazzo della Borsa